# Marita nitida
Marita nitida é uma espécie de gastrópode do gênero Marita, pertencente a família Mangeliidae.